# Приворотень хвилястолистий
Приворотень хвилястолистий (Alchemilla cymatophylla) — вид трав'янистих рослин родини розові (Rosaceae), поширений у Європі й Сибіру. Міжнародна назва роду пов'язана з використанням цієї рослини у давні часи алхіміками. Етимологія видового епітету: дав.-гр. κύματος — «хвиля», φῠ́λλον — «листя».

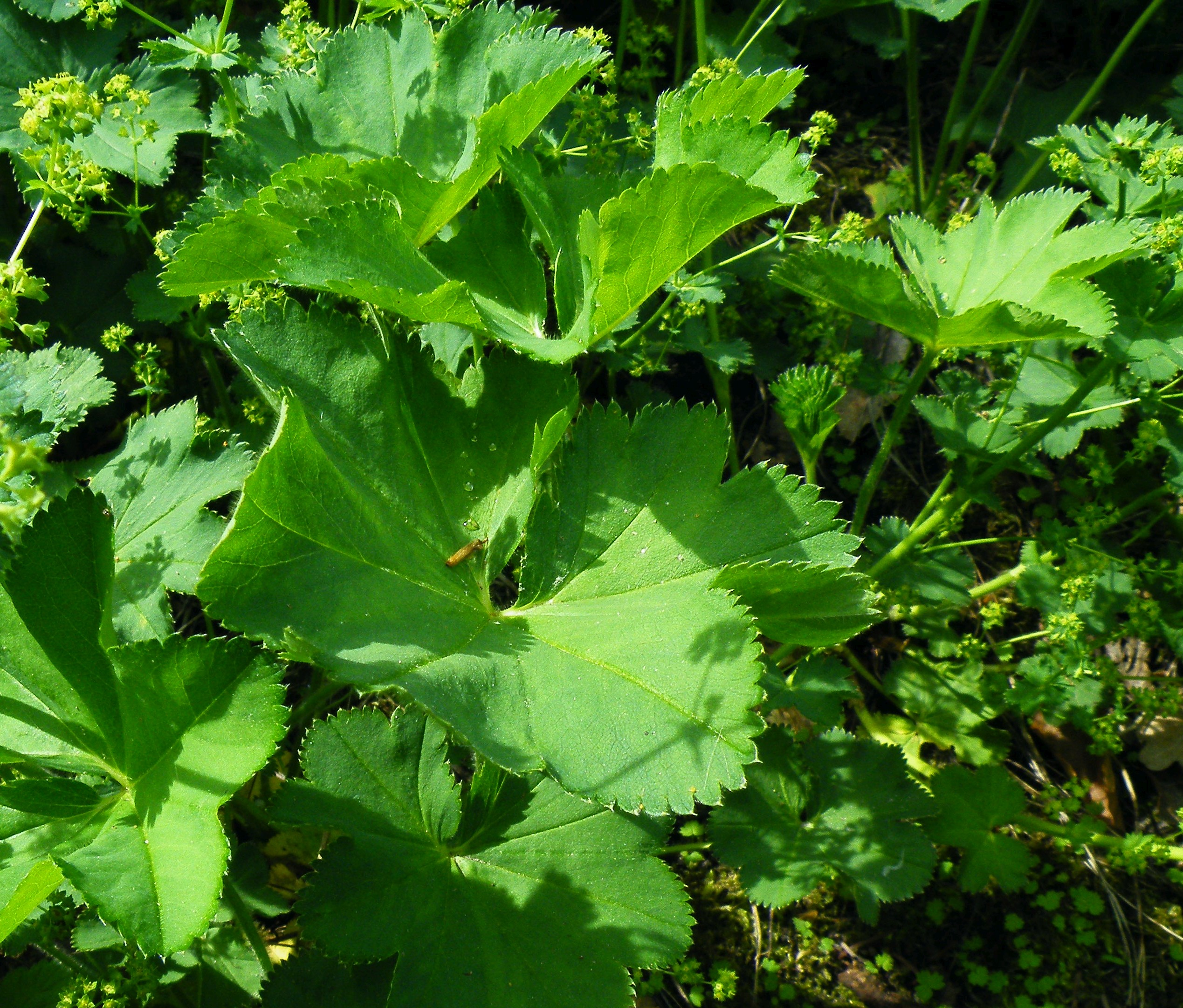

## Таксономія
У таксономії, ботанічний рід приворотень є дуже сплутаний. Деякі ботаніки вважають що типовий вид Alchemilla vulgaris L. названий у 1793 році Карлом Ліннеєм — «приворотень звичайний», насправді містив багато інших видів, які тепер визнаються як окремі роди. Ці ботаніки тепер користуються назвою Alchemilla vulgaris aggr., в розумінні агрегат багатьох інших видів.

## Хімічний склад
Хімічний склад вивчений недостатньо. Відомо, що в надземній частині знаходяться дубильні речовини (7,2–11,3 %), катехіни. У зеленій частині рослини дубильних речовин від 7,5 до 9,4 %, тут же присутні флавоноїди, фенолкарбонові кислоти та їх похідні (лутеонова, еллагова), лігнін, ліпіди, кумарини. У листі дубильних речовин значно менше — до 2,5 %, зате вітаміну C до 210 мг. У різних частинах рослини містяться також залізо, бор, марганець, мідь, цинк, молібден, нікель.

## Опис
Стебло розгалужене висотою 30–40 см, що підіймає або прямостоячий. Нижні листки ниркоподібні, майже до середини розсічені на 7–9 лопатей. Стеблові листки короткочерешкові або сидячі. Радіальне жилкування. Край листа хвилястий. Листки пальчасто-лопатеві або пальчасто-розсічені, округлі, запушені, з 9–11 увігнутими лопатями. Квітки жовто-зелені, дрібні, зібрані у великій кількості в помилкові зонтики. Цвіте з червня по вересень.

## Поширення
Вид поширений у Європі, за винятком заходу, крайньої півночі та півдня, а також у Приураллі. Росте по лісах, лугах, лісових узліссях, по краях доріг, на ріллі, у розріджених соснових і змішаних лісах.

## Лікарське застосування
Лікарські засоби з манжетки мають протизапальну, в'яжучу, відхаркувальну, ранозагоювальну, сечогінну і лактогенну дію.
Зовнішнє застосування препаратів манжетки: при фурункульозі, виразках, які довго не загоюються гнійних ранах, вуграх, вивихах, розтягу зв'язок, пухлинах, золотусі; приймання всередину: при атеросклерозі, застуді, сильному нежиті, носових кровотечах, гострому і хронічному бронхіті, гастритах, виразковій хворобі шлунка і дванадцятипалої кишки, колітах, що супроводжуються проносом, ентеритах, при цукровому діабеті, захворюваннях нирок і сечового міхура, епілепсії, ожирінні та інше.